# Girabola
Girabola najwyższa liga piłkarska w Angoli organizowana przez Angolską Federację Piłki Nożnej.

## Historia
Pierwsze spotkania ligowe zorganizowano w 1979. W rozgrywkach brały udział 24 drużyny z różnych prowincji. Rok później zmniejszono liczbę zespołów do 14 (według miejsc zajmowanych w poprzednim sezonie).
W 1991 i 1992 w rozgrywkach uczestniczyło 16 drużyn, natomiast w latach 1993–1994 liczbę tę zredukowano do 12.
Od 1995 w lidze występuje 14 zespołów. Od 2010 rozgrywki ponownie skupiają 16 drużyn.

## Najlepsze drużyny
| - 1979: CD Primeiro de Agosto - 1980: CD Primeiro de Agosto - 1981: CD Primeiro de Agosto - 1982: Petro Atlético Luanda - 1983: EC Primeiro de Maio - 1984: Petro Atlético Luanda - 1985: EC Primeiro de Maio - 1986: Petro Atlético Luanda - 1987: Petro Atlético Luanda - 1988: Petro Atlético Luanda - 1989: Petro Atlético Luanda - 1990: Petro Atlético Luanda - 1991: CD Primeiro de Agosto - 1992: CD Primeiro de Agosto - 1993: Petro Atlético Luanda - 1994: Petro Atlético Luanda - 1995: Petro Atlético Luanda - 1996: CD Primeiro de Agosto - 1997: Petro Atlético Luanda - 1998: CD Primeiro de Agosto |  | - 1999: CD Primeiro de Agosto - 2000: Petro Atlético Luanda - 2001: Petro Atlético Luanda - 2002: Atlético Sport Aviação - 2003: Atlético Sport Aviação - 2004: Atlético Sport Aviação - 2005: Sagrada Esperança - 2006: CD Primeiro de Agosto - 2007: GD Interclube - 2008: Petro Atlético Luanda - 2009: Petro Atlético Luanda - 2010: GD Interclube - 2011: Recreativo Libolo - 2012: Recreativo Libolo - 2013: Kabuscorp SC - 2014: Recreativo Libolo - 2015: Recreativo Libolo - 2016: CD Primeiro de Agosto - 2017: CD Primeiro de Agosto |

## Liczba tytułów mistrzowskich
|   | Klub                      | Liczba tytułów |
| 1 | Petro Atlético Luanda     | 15             |
| 2 | Primeiro de Agosto        | 9              |
| 3 | Recreativo Libolo         | 4              |
| 4 | Atlético Sport Aviação    | 3              |
| 5 | Primeiro de Maio Benguela | 2              |
| 5 | Interclube Luanda         | 2              |
| 7 | Sagrada Esperança         | 1              |
| 7 | Kabuscorp S.C.            | 1              |

## Lista najlepszych strzelców
| Rok  | Król strzelców     | Drużyna                            | Liczba goli |
| 1979 | João Machado       | Diabos Verdes                      | 18          |
| 1980 | Carlos Alves       | Primeiro de Agosto                 | 29          |
| 1981 | Maluca             | Primeiro de Maio                   | 20          |
| 1982 | Jesus              | Petro Atlético Luanda              | 21          |
| 1983 | Maluca             | Primeiro de Maio                   | 17          |
| 1984 | Jesus              | Petro Atlético Luanda              | 22          |
| 1985 | Jesus              | Petro Atlético Luanda              | 19          |
| 1986 | Túbia              | Interclube                         | 20          |
| 1987 | Mavó               | Ferroviário Huíla                  | 20          |
| 1988 | Manuel             | Primeiro de Agosto                 | 16          |
| 1989 | André              | Desportivo Cuca                    | 18          |
| 1990 | Mona               | Petro Atlético Luanda              | 17          |
| 1991 | Amaral Aleixo      | Sagrada Esperança                  | 23          |
| 1992 | Amaral Aleixo      | Petro Atlético Luanda              | 20          |
| 1993 | Serginho           | Desportivo Eka                     | 14          |
| 1994 | Kabongo            | Sonangol Namibe                    | 16          |
| 1995 | Serginho           | Desportivo Eka                     | 19          |
| 1996 | César Caná         | Académica Lobito                   | 15          |
| 1997 | Zé Neli            | Petro Atlético Huambo              | 12          |
| 1998 | Betinho            | Petro Atlético Luanda              | 14          |
| 1999 | Isaac              | Primeiro de Agosto                 | 16          |
| 2000 | Blanchard          | Benfica Luanda                     | 19          |
| 2001 | Flávio Amado       | Petro Atlético Luanda              | 23          |
| 2002 | Flávio Amado       | Petro Atlético Luanda              | 16          |
| 2003 | André              | Interclube                         | 12          |
| 2004 | Love Kabungula     | Atlético Sport Aviação             | 17          |
| 2005 | Love Kabungula     | Atlético Sport Aviação             | 13          |
| 2006 | Manucho Gonçalves  | Petro Atlético Luanda              | 16          |
| 2007 | Manucho Gonçalves  | Petro Atlético Luanda              | 14          |
| 2008 | Santana            | Petro Atlético Luanda              | 20          |
| 2009 | David              | Petro Atlético Luanda              | 19          |
| 2010 | Daniel Mpele Mpele | Kabuscorp                          | 14          |
| 2011 | Love Kabungula     | Petro Atlético Luanda              | 20          |
| 2012 | Yano               | Progresso Associação do Sambizanga | 14          |
| 2013 | Albert Meyong      | Kabuscorp S.C.                     | 20          |
| 2014 | Albert Meyong      | Kabuscorp S.C.                     | 17          |
| 2015 | Yano               | Progresso Associação do Sambizanga | 13          |